# Poiana Horea
Poiana Horea – wieś w Rumunii, w okręgu Kluż, w gminie Beliș. W 2011 roku liczyła 337 mieszkańców.